# فرانکونیا (مینه‌سوتا)
فرانکونیا (به انگلیسی: Franconia) یک منطقهٔ مسکونی در ایالات متحده آمریکا است که در ناحیه فرانکونیا، شهرستان چیساگو، مینه سوتا واقع شده‌است. فرانکونیا ۲۱۴٫۸۹ متر بالاتر از سطح دریا واقع شده‌است.